# Eugene Kleiner
Eugene Kleiner (* 12. Mai 1923 in Wien; † 20. November 2003 in Los Altos Hills) war ein US-amerikanischer Ingenieur und Risikokapitalgeber. Er war Mitarbeiter des Shockley Semiconductor Laboratory und Mitgründer von Fairchild Semiconductor sowie Mitgründer von Kleiner Perkins Caufield & Byers.

## Leben und Werk
Im Jahr 1938 floh er mit seiner Familie aus Wien und kam zwei Jahre später nach New York. Er diente im Zweiten Weltkrieg in der U.S. Army. 1947 heiratete er Rose Wassertheil (gest. 2001), eine polnische Emigrantin. Zusammen hatten sie zwei Kinder, Robert und Lisa.
Nach seiner Zeit beim Militär studierte er Maschinenbau an der Brooklyn Polytechnic (heute Polytechnic University of New York), wo er 1948 seinen Bachelor-Abschluss machte. Es folgte ein Master-Studium in Industrietechnik (englisch industrial engineering) an der New York University. Nachdem er kurz Ingenieurwesen lehrte, trat er eine Stelle bei Western Electric an.
Im Jahr 1956 war Kleiner einer der Ersten, die ein Angebot von William B. Shockley akzeptierten, der neugegründeten Einrichtung Shockley Semiconductor Laboratory beizutreten. Er verließ das Forschungslabor jedoch bereits 1957 mit sieben weiteren Mitarbeitern. Diese Gruppe wurde später als die Traitorous Eight (dt. »verräterischen Acht«) bekannt, sie gründeten zusammen Fairchild Semiconductor. Laut Arthur Rock war Kleiner maßgeblich daran beteiligt, die 1,5 Millionen US-Dollar Startkapital von Sherman Fairchild zu erhalten. Bei Fairchild übernahm Kleiner hauptsächlich administrative Aufgaben. Später investierte Kleiner Geld in Intel, ein Halbleiter-Unternehmen, das im Jahr 1968 von den Fairchild-Mitbegründern Robert Noyce und Gordon Moore gegründet wurde.
Im Jahr 1972 gründete Kleiner zusammen mit Tom Perkins (ehemals Hewlett-Packard) die Firma Kleiner Perkins, einer Venture-Capital-Firma im Silicon Valley. 1977 stiegen Brook Byers und Frank J. Caufield in die Firma ein, die später in Kleiner Perkins Caufield & Byers umbenannt wurde. Das Unternehmen war einer der ersten Investoren bei mehr als 300 Informations- und Biotechnologie-Firmen, darunter Amazon, AOL, Brio Technology, Electronic Arts, Flextronics, Genentech, Google, Hybritech, Intuit, Lotus Development, LSI Logic, Macromedia, Netscape, Quantum, Segway, Sun Microsystems und Tandem Computers.